# ФК Локомотив (Нижни Новгород)
ФК „Локомотив“ е футболен клуб в гр. Нижни Новгород, Русия, съществувал до 2006 г.

## История
Отборът е основан през 1917 г. като отбор на железопътната гара на Нижни Новгород. Той съществува до 1935 г. През 1987 г. отборът е възобновен като „Локомотив“. През 1989 г. влиза в Първа лига на СССР.
През 1992 г. заема 6-о място в Руската висша дивизия, а през 1997 г. участва в турнира Интертото, където достига полуфинал. Същата година „Локомотив“ изпада. През 1999 г. се завръща във висшата дивизия и се задържа 2 сезона. След това заема последното 18-о място в Първа дивизия и изпада във Втора.
През 2006 г. в отбора остават само 12 играчи и той се обединява със „Спартак“, Челябинск под името „Спартак“ (Нижни Новгород).